# Michala Mruzková
Michala Mruzková, född den 19 oktober 1979 i Prag, Tjeckien, är en tjeckisk kanotist.
Hon tog bland annat VM-silver i K-2 500 meter i samband med sprintvärldsmästerskapen i kanotsport 2006 i Szeged.